# Фила (лингвистика)
Фила (филум; англ. phylum, мн. ч. phyla < греч. φῦλον) — таксон языковой систематики, обозначающий уровень иерархии в классификации языков. В отличие от семьи языков, генетическое родство между языками, входящими в филу, не обязательно должно быть точно и однозначно определено. Филум / фила (phylum, pl. phyla) — это объединение стоков (называемое также надсток — superstock) или семей (если термин сток не используется), причём, как правило, скорее предполагаемое, нежели доказанное. В целом соответствует макросемье. Обычно переводится на русский как «макросемья» и только при описании папуасских языков сохраняется вариант филум / фила. Макросемьи объединяются в гиперсемьи.